# MAS Východní Slovácko
Místní akční skupina (MAS) Východní Slovácko, z.s. je veřejně prospěšným a nepolitickým spolkem, který podporuje své členy i ostatní subjekty v regionu v jednotlivých rozvojových projektech a aktivitách. Využívá k tomu vlastních zdrojů z území, stejně jako podpory finančních prostředků z Evropské unie a z národních dotačních a grantových programů.
Zapsaný spolek MAS Východní Slovácko vznikl v roce 2005 jako občanské sdružení. Do jeho územní působnosti patří 12 obcí uherskobrodska. Území MAS překrývá území mikoregionů Východní Slovácko a Bílé Karpaty . Sečteme-li počet obyvatel žijících v území MAS, dosáhneme téměř čísla 37 tis. obyvatel.
V současné době sdružuje MAS Východní Slovácko celkem 32 členů (z toho 12 subjektů zastupuje veřejný sektor a 20 sektor soukromý).

## Územní působnost
- Bánov
- Březová
- Bystřice pod Lopeníkem
- Dolní Němčí
- Horní Němčí
- Korytná
- Nivnice
- Slavkov
- Strání
- Suchá Loz
- Uherský Brod
- Vlčnov

## Historie vzniku
Příprava na založení MAS probíhala od července 2005. První kroky byly učiněny zástupci veřejného sektoru, kteří na několika jednáních oslovili podnikatele a neziskové organizace a seznámili je sprogramem. V následných jednáních byli vytipováni potenciální účastníci MAS. Při výběru bylo přihlíženo k aktivitě jednotlivých partnerů tak, aby přispěli nejen k rozvoji vlastních odvětví, ale byli schopni realizovat partnerství všech subjektů. Ustavující schůze valné hromady Místní akční skupiny Východní Slovácko proběhla dne 13. 10. 2005, registrace proběhla dne 15. 12. 2005. Územní působnost MAS Východní Slovácko bylana území 6 obcí (Bánov, Bystřice pod Lopeníkem, Nivnice, Korytná, Suchá Loz, Vlčnov). V roce 2007 byla územní působnost rozšířena na Město Uherský Brod a v roce 2008 na Obec Strání. Dne 21. 6. 2012 Valná hromada MAS schválila rozšíření územní působnosti MAS Východní Slovácko o katastrální území obcí: Obec Březová, Dolní Němčí, Horní Němčí a Slavkov.

## Cíle
Základním cílem MAS je zlepšování kvality života, zvýšení ekonomické prosperity a trvale udržitelný rozvoj území při maximálním využití potenciálu místních lidských a přírodních zdrojů. Veškeré aktivity jsou postaveny na základě partnerství veřejného a soukromého sektoru, vzájemné spolupráci, otevřenosti, síťování, strategickém plánování a zavádění inovací. MAS při své činnosti dbá na ochranu přírody, krajiny a kulturního bohatství, ctí dobré mezilidské vztahy a udržování tradic.
Úkolem místní akční skupiny je tedy rozvoj území své působnosti, a to v různých oblastech (od kulturního dění, občanské vybavenosti, po stav životního prostředí a další). Vzhledem k rozsahu tohoto úkolu si proto MAS vymezují svoji práci na několik vybraných směrů. Zpravidla se tak děje v rámci Strategie komunitně vedeného rozvoje území (SCLLD). Strategie CLLD je proto výchozí koncepční dokument pro naplňování rozvoje území. MAS Východní Slovácko v rámci své činnosti zpracovala SCLLD na období 2007-2013, 2014-2020 a 2021-2027. V rámci realizace prvních dvou jmenovaných strategií bylo podpořeno přes 230 projektů, u nichž celková dotace činila více než 140 mil. Kč.